# Muttalageri, Badami
Muttalageri là một làng thuộc tehsil Badami, huyện Bagalkot, bang Karnataka, Ấn Độ.